# Lookin' Out My Back Door/Long as I Can See the Light
Lookin' Out My Back Door/Long as I Can See the Light è un singolo dei Creedence Clearwater Revival, pubblicato nel 1970.

## Tracce
Lato A
1. Lookin' Out My Back Door – 2:31 (John Fogerty)

Lato B
1. Long as I Can See the Light – 3:33 (John Fogerty)

## Il disco
Nell'edizione britannica il lato A e il lato B sono invertiti.

## I brani

### Lookin' Out My Back Door
Cover
La cantante statunitense Jody Miller ha eseguito la cover del brano, presente nel suo album del 1970 Look at Mine. Il gruppo death metal finlandese Children of Bodom ha registrato la propria versione inserendola nell'album Skeletons in the Closet, uscito nel 2009.

### Long As I Can See the Light
Finché potrò vedere la luce.»
(J. Fogerty)
"Long As I Can See the Light" è l'unica canzone di John Fogerty, anteriore al 1997, che potrebbe essere considerata una canzone d'amore. Il brano soul/gospel parla di un uomo che sta vagando lontano da casa ma che è in grado di trovare una via di ritorno, se qualcuno mette una candela accesa alla finestra.
Nel 2013, nel suo album di collaborazioni con vari artisti Wrote a Song for Everyone, John Fogerty ha incluso una nuova versione della canzone insieme ai My Morning Jacket. Il brano era stato registrato il 2 maggio 2012 presso il Blackbird Studio a Nashville.
Il brano è stato inserito nella colonna sonora di alcuni film e serie TV:
- Muuttolinnun aika (in finlandese: Tempo di migrazione) film del 1991 di Anssi Mänttäri
- Red Dawn - Alba rossa film del 2012 di Dan Bradley
- State of Play film del 2009 di Kevin Macdonald
- How I Met Your Mother, nell'episodio Weekend at Barney's (2013)
- Las Vegas, nell'episodio Always Faithful (2004)
- Bosch (serie televisiva), nell'episodio Por Sonia, stagione 7 episodio 8 (2021)

## Accoglienza
Raggiunse il primo posto delle vendite in Norvegia, il 20º posto nel Regno Unito e il 57º negli USA.

## Musicisti
- John Fogerty -  voce, piano elettrico, sax tenore
- Tom Fogerty - chitarra
- Doug Clifford - batteria
- Stu Cook - basso elettrico